# Chiasmocleis
Chiasmocleis – rodzaj płazów bezogonowych z podrodziny Gastrophryninae w rodzinie wąskopyskowatych (Microhylidae).

## Zasięg występowania
Rodzaj obejmuje gatunki występujące w tropikalnej Ameryce Południowej, na północ i wschód od Andów.

## Systematyka

### Etymologia
- Chiasmocleis: gr. χιασμoς khiasmos „ułożenie w szyku krzyżowym, skrzyżowanie”[8][9]; κλεις kleis, κλειδος kleidos „haczyk, obojczyk”[10].
- Nectodactylus: łac. necto „związać, spleść”[11]; gr. δακτυλος daktulos „palec”[12]. Gatunek typowy: Nectodactylus spinulosus Miranda-Ribeiro, 1924 (= Engystoma leucosticta Boulenger, 1888).
- Syncope: gr. συγκοπη synkope „synkopa, skrócenie wyrazu”; w aluzji do braku jednego elementu przedkrzyżowego w kręgosłupie[13]. Gatunek typowy: Syncope antenori Walker, 1973.
- Relictus: łac. relictus „relikt, przeżytek”, od relinquere „zostawić w tyle”[5]. Gatunek typowy: Chiasmocleis gnoma Canedo, Dixo & Pombal, 2004; nazwa zajęta przez Relictus Hubbs & Miller, 1972 (Actinopterygii).
- Unicus: łac. unicus „jedyny, unikalny”, od unus „jeden”[6]. Nazwa zastępcza dla Relictus de Sá, Tonini, van Huss, Long, Cuddy, Forlani, Peloso, Zaher & Haddad, 2018.

### Podział systematyczny
Do rodzaju należą następujące gatunki:

- Chiasmocleis abofoa Rojas-Padilla, Gagliardi-Urrutia, Rios-Alva & Castroviejo-Fisher, 2022
- Chiasmocleis alagoana Cruz, Caramaschi & Freire, 1999
- Chiasmocleis albopunctata (Boettger, 1885)
- Chiasmocleis altomontana Forlani, Tonini, Cruz, Zaher & de Sá, 2017
- Chiasmocleis anatipes Walker & Duellman, 1974
- Chiasmocleis antenori (Walker, 1973)
- Chiasmocleis atlantica Cruz, Caramaschi & Izecksohn, 1997
- Chiasmocleis avilapiresae Peloso & Sturaro, 2008
- Chiasmocleis bassleri Dunn, 1949
- Chiasmocleis bicegoi Miranda-Ribeiro, 1920
- Chiasmocleis capixaba Cruz, Caramaschi & Izecksohn, 1997
- Chiasmocleis carvalhoi (Nelson, 1975)
- Chiasmocleis centralis Bokermann, 1952
- Chiasmocleis cordeiroi Caramaschi & Pimenta, 2003
- Chiasmocleis crucis Caramaschi & Pimenta, 2003
- Chiasmocleis devriesi Funk & Cannatella, 2009
- Chiasmocleis gnoma Canedo, Dixo & Pombal, 2004
- Chiasmocleis haddadi Peloso, Sturaro, Forlani, Gaucher, Motta & Wheeler, 2014
- Chiasmocleis hudsoni Parker, 1940
- Chiasmocleis jacki Fouquet, Rodrigues & Peloso, 2022
- Chiasmocleis lacrimae Peloso, Sturaro, Forlani, Gaucher, Motta & Wheeler, 2014
- Chiasmocleis leucosticta (Boulenger, 1888)
- Chiasmocleis magnova Moravec & Köhler, 2007
- Chiasmocleis mantiqueira Cruz, Feio & Cassini, 2007
- Chiasmocleis mehelyi Caramaschi & Cruz, 1997
- Chiasmocleis migueli Forlani, Tonini, Cruz, Zaher & de Sá, 2017
- Chiasmocleis papachibe Peloso, Sturaro, Forlani, Gaucher, Motta & Wheeler, 2014
- Chiasmocleis parkeri Almendáriz C., Brito-M., Batallas-R., Vaca-Guerrero & Ron, 2017
- Chiasmocleis quilombola Tonini, Forlani & de Sá, 2014
- Chiasmocleis royi Peloso, Sturaro, Forlani, Gaucher, Motta & Wheeler, 2014
- Chiasmocleis sapiranga Cruz, Caramaschi & Napoli, 2007
- Chiasmocleis schubarti Bokermann, 1952
- Chiasmocleis shudikarensis Dunn, 1949
- Chiasmocleis supercilialba Morales & McDiarmid, 2009
- Chiasmocleis tridactyla (Duellman & Mendelson, 1995)
- Chiasmocleis ventrimaculata (Andersson, 1945) – miodnik plamobrzuchy[14]
- Chiasmocleis veracruz Forlani, Tonini, Cruz, Zaher & de Sá, 2017